# プンパーニッケル
プンパーニッケル（ドイツ語: Pumpernickel）は、ドイツ発祥の伝統的なパン（ライ麦パン）である。日本語のカタカナ表記ではプンパニッケルとされることもある。

## 概要
ドイツのヴェストファーレン地方が発祥とされるライ麦パンである。1570年頃には既に作られていた。
かつては、全粒ライ麦と粗挽きライ麦で作られていたが、現在では粗挽きライ麦の使用量が90%以上の比率で作られている。ライ麦粉だけでなく粒をそのまま使うため焼成前にお湯に浸しておく必要もあり、型に入れてから16時間以上の長い焼成時間を掛けて製造するのが特徴。
また、日持ちが良いのも特徴であり、短いものでも数か月、缶入りなど密封したものは2年の賞味期限となっているものもある。

## 特徴
独特の黒い色をしている。
この色は、ライ麦に含まれる糖類が長い焼成時間によってキャラメリゼされることによって生成されるものであり、同時に独特のアロマ、甘味の元にもなっている。

## 名前の由来
名前の由来には諸説あり、決定的なものはない。以下に例を挙げる。
- 「粗野で武骨な人間」を指す語が由来[1]。
- 「おならをするニコラウス」の意[1]。
- 中世の悪魔を意味する言葉から[1]。
- ラテン語の「よいパン（ラテン語: BONUM PANICUM）」から[1]。
- Nikolaus Pumperという人物がこのパンを考案した[1]。

## 栄養
繊維質、ミネラル、タンパク質が豊富である。このため、ドイツ全土から「ヘルシーなパン」として認識されている。

## 食べ方
ライ麦の粒がそのまま使われているため、十分な咀嚼が必要となってくる。
堅いため、一般的には薄くスライスして食べられる。
また、そぼろ状にほぐれるため、アイスクリームに混ぜたり、クルトンのような使われ方もする。
ドイツ軍のレーションのメニューにも加えられている。